# هسته اتم

یک نگاره از اتم هلیوم. در تصویر، پروتون‌ها قرمز و نوترون‌ها آبی‌اند.

هستهٔ اتم ناحیه‌ای با جرم بالا است که پروتون‌ها و نوترون‌ها در آن قرار گرفته‌اند. اندازهٔ هسته از اندازهٔ خود اتم بسیار کوچک‌تر است و تقریباً تمام جرم اتم که از ذرات پروتون و نوترون سبب می‌شود، در این ناحیه قرار دارد.

## تاریخچه
هسته اولین بار توسط ارنست رادرفورد و در سال ۱۹۱۱ کشف شد. او یک ورق طلا را مورد بمباران پرتو آلفا قرار داد. طبق نظر تامسون باید تمام پرتو یا بازمی‌گشت یا عبور می‌کرد اما بعضی از پرتوها عبور کرده و بعضی از پرتوها به شدت بازگشتند و برخی دیگر با زوایای مختلف از مسیر منحرف شدند؛ پس او اینگونه نتیجه گرفت که جرم بسیار چگال و با بار مثبت (زیرا پرتو آلفا ۲ بار مثبت دارد) و متمرکز در محلی از اتم قرار دارد که بررسی‌های دقیقتر این محل را مرکز اتم مشخص نمود. نام این محل هسته گذاشته شد.

## ویژگی‌ها

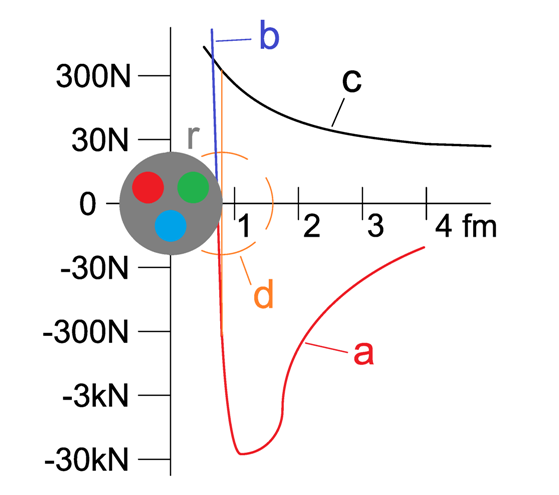
مقایسه نیروی هسته ای و نیروی کولن

### اندازه و شکل هسته
اندازهٔ هسته‌ها ۱۰٬۰۰۰ تا ۱۰۰٬۰۰۰ برابر کوچک‌تر از اندازهٔ اتم‌ها هستند. در عین حال بیش از ۹۹٪ جرم اتم را هسته‌ها تشکیل می‌دهند. هسته از هستک‌های (نوکلئون‌های) نوترون و پروتون تشکیل شده که گشتاور مغناطیسی دارند و ساکن نیستند. آزمایش‌ها نشان می‌دهد که هسته به شکل تقریبی کروی یا بیضوی از مرتبهٔ فرمی (فمتو متر) است که عملاً چگالی آن برای تمام هسته‌ها ثابت است. اندازهٔ هسته بسته به تعداد هسته‌ها از رابطهٔ زیر به‌دست می‌آید:
{\displaystyle R=r_{0}A^{1/3}\,}
که
{\displaystyle r_{0}\approx 1.1-1.4\cdot 10^{-15}{\mbox{ m}}}
چگالی بار الکتریکی هسته از مرکز به شعاع تا نزدیکی شعاع R_n تقریباً ثابت است و سپس با شیب تند زیر صفر می‌شود:
{\displaystyle \rho (r)={\frac {\rho _{0}}{1+\exp \left({\frac {r-R_{n}}{0.228a}}\right)}}}
که تقریبی برای هسته‌های کروی — هسته‌هایی که لایه ظرفیتشان پر است — است و برای دیگر هسته‌ها اختلاف بیشتر است.

## پایداری هسته
هسته‌ها به دلایلی مانند دافعهٔ پروتون‌ها نمی‌توانند به راحتی هر ترکیبی از نوترون و پروتون را داشته باشند و در نسبت‌هایی پرتوزا یا ناپایدارند. همچنین همه هستک‌ها به تنهایی و خارج از اتم پایدار نیستد. به این معنی که نوترون آزاد با رابطهٔ زیر با نیمه عمر حدود ۱۲ دقیقه واپاشی می‌کند:
{\displaystyle n^{0}\to p^{+}+e^{-}+{\bar {\nu }}_{e}}
با این حال، وقتی در هسته قرار دارد یا در نزدیکی هسته است، با توجه به این که هستک‌ها هم از ذرات دیگری با بار مثبت، منفی و خنثی تشکیل شده‌اند، با رابطه‌های زیر با یکدیگر تبادل دارند:
{\displaystyle {\begin{cases}n^{0}\rightleftarrows p^{+}+\pi ^{-}\\p^{+}\rightleftarrows n^{0}+\pi ^{+}\end{cases}}}